# Mermet de Cachon

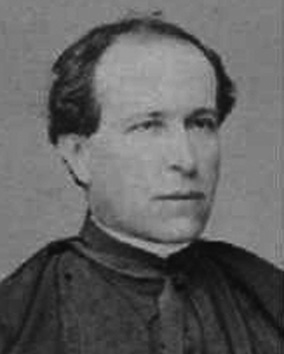
Mermet de Cachon

Mermet de Cachon  (Geboren 10. April 1828; gestorben 14. März 1889) war ein französischer  römisch-katholischer Priester, Missionar in Japan und Berater der Tokugawa-Regierung.

## Leben und Werk
Mermet de Cachon wurde in einer ärmlichen Gegend des Jura geboren. 1852 wurde er Mitglied der französischen „Société des Missions Etrangères de Paris“. In dieser Funktion ging er 1855 nach Japan, wo der das „de“ in seinem Namen einfügte. Auf Japanisch nannte er sich „Washun“ (和春). Zunächst versuchte er in der Präfektur Okinawa zu missionieren, war dabei aber erfolglos. Er lernte jedoch während der Zeit dort in Naha Japanisch. Ab 1958 wirkte er als erster Dolmetscher an der gerade eingerichteten französischen Botschaft. 1859 besuchte er Hongkong und Shanghai. Er ging dann nach Hakodate auf Hokkaidō, wo er einige Jahre missionarisch und lehrend tätig war. So errichtete er auf dem Gelände des Tempels „Shōmyō-ji“ (称名寺) ein Pfarrhaus, in dem er Französisch unterrichtete.
1863 verließ de Cachon Japan, kehrte aber im folgenden Jahr, zusammen mit Léon Roches, dem französischen Botschafter in Japan, zurück. Als Roches’ Dolmetscher, Berater und Vertreter spielte Cachon eine entscheidende Rolle bei der Entwicklung einer engen französisch-japanischen Beziehung. 1867 begleitete er Tokugawa Akitake (1853–1910), einen Halbbruder des Shogun Tokugawa Yoshinobu auf der Reise zur Weltausstellung Paris.
Nach seiner Rückkehr nach Frankreich publizierte de Cachon ein Französisch-Englisch-Japanisches Wörterbuch.